# Raymond Bass
Raymond Bass   (Arkansas, 15 de gener de 1910 - Los Angeles, 10 de març de 1997) va ser un militar i gimnasta artístic estatunidenc que va competir durant la dècada de 1930.
El 1932 va prendre part en els Jocs Olímpics de Los Angeles, on guanyà la medalla d'or en la prova d'escalada de corda del programa de gimnàstica.
El 1931 es graduà a l'Acadèmia Naval dels Estats Units. Va servir a la Marina fins al 1959, quan es llicencià com a contraalmirall. Durant la Segona Guerra Mundial fou comandant en un submarí.